# شعارات اتحاد كالمار

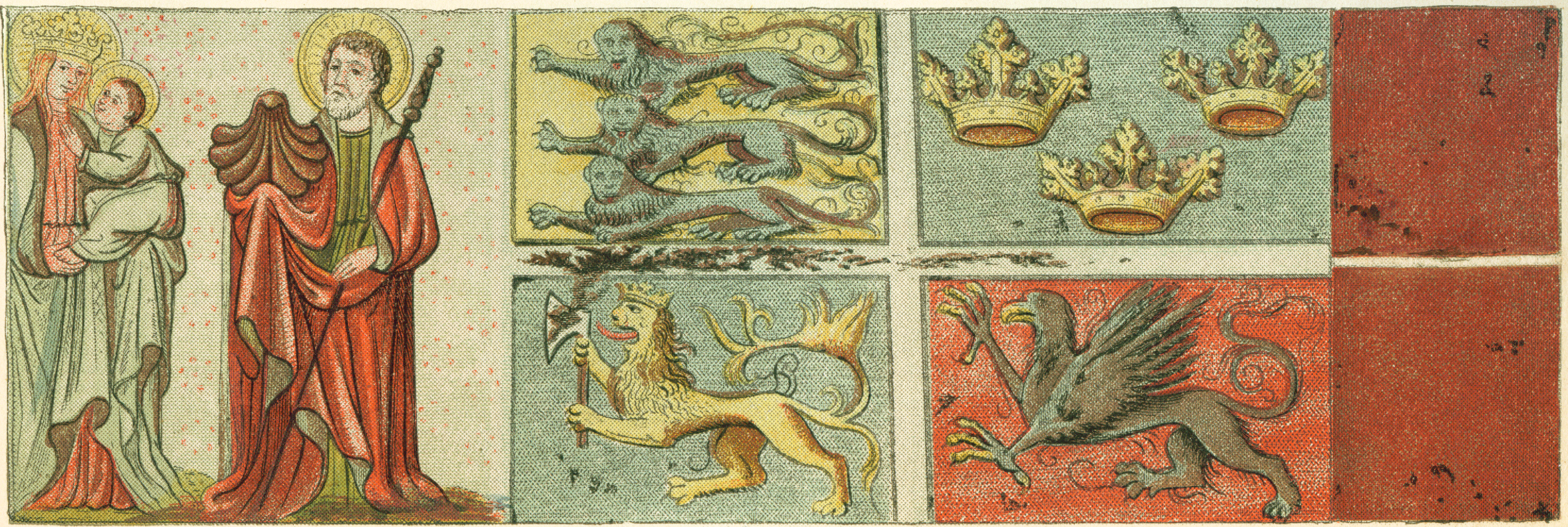
رسم لعلم بحري أُخِذتْ من سفينةٍ دنماركية في معركة بحرية في أوريسند من قبل الرابطة الهانزية، تعرض شعارات النبالة للدنمارك، والسويد، والنرويج، وبوميرانيا.

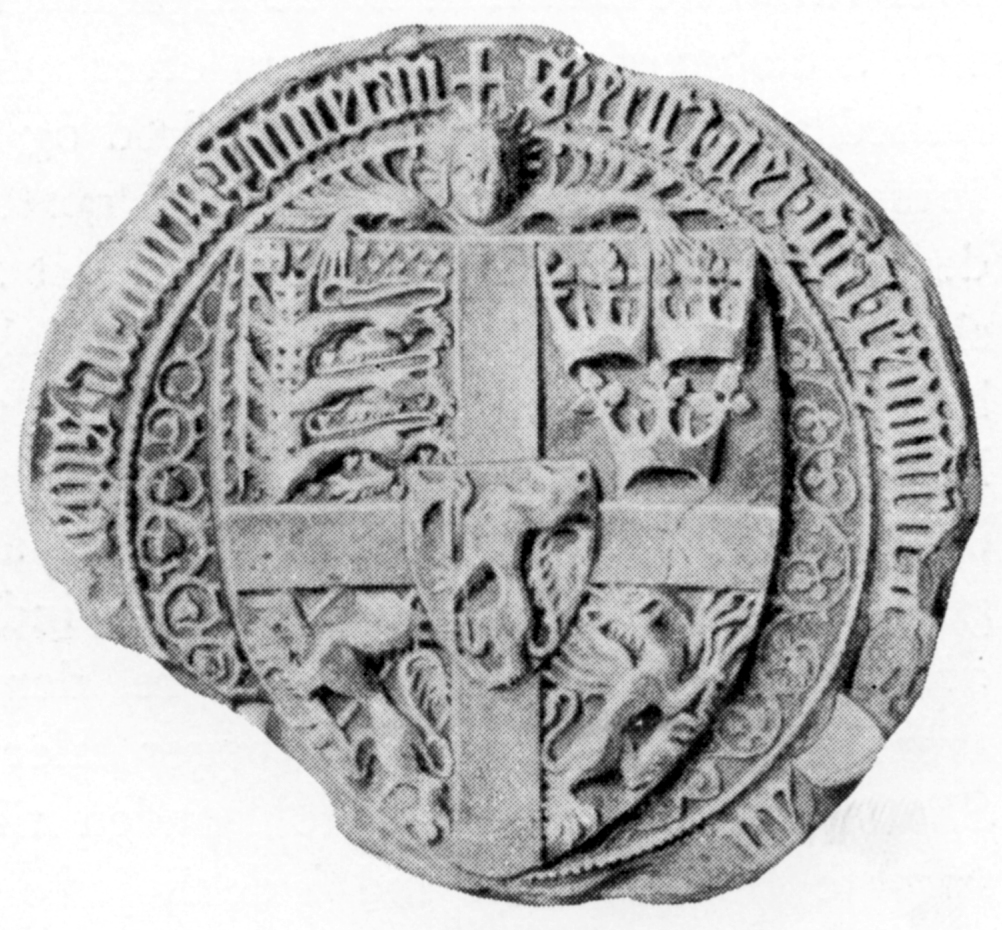
الختم الملكي لإريك من بوميرانيا (1398)

كان اتحاد كالمار اتحاداً شخصياً بين ممالك الدنمارك، والسويد، والنرويج خلال القرن الخامسة عشر. كان إريك من بوميرانيا أول ملوك اتحاد كالمار. يتكون ختمه من شعارات نبالة النرويج (في المركز كدرعٍ صغير على الصليب الكبير)، والدنمارك (في القسم الأيمن العلوي)، والسويد (أسد فوكونغ في القسم الأيمن السفلي)، وبوميرانيا (فتخاء في القسم الأيسر السفلي)، بالإضافة إلى رمز التيجان الثلاثة في القسم الأيسر العلوي، والتصميم الرمزي الأخير موجود قبل اتحاد كالمار، ويرتبط غالبًا بشعار السويد؛ ولكن خلال القرن الخامس عشر أصبح يمثل ممالك الاتحاد الثلاث.
في رسالتين ترجعان لسنة 1430، أمر إريك بومارانيا كلاً من قسيسي فادستينة وكالمار أن يرتديا «راية الممالك» على جلابيبهما. وُصفت الراية بأنها «صليبٌ أحمر على مجالٍ (مستطيل) أصفر».